# Sinomanic
Sinomanic — семейство специальных персональных компьютеров формата субноутбук, построенных на китайском процессоре Loongson I и ориентированных для использования школьниками младшего и среднего возраста в Китае. Их операционная система поддерживает работу с китайскими иероглифами.
По замыслу, использование этой серии в обучении должно способствовать приобщению учеников к компьютерной технике, а также служить многоплановым учебным пособием.
Sinomanic Co., Ltd (провинция Сычуань) является вторым производителем компьютеров основанных на процессоре Loongson. Уже представлено четыре недорогих модели.

## Модели
В первой выпускаемой модели Sinomanic GX-1C используется Loongson I, такой же процессор, как и в компактном компьютере Municator, производимом китайской компанией Yellow Sheep River.
Каждая из четырёх моделей ориентирована на свой сегмент рынка:
- Tianhua GX-1 и Tianhua GX-1C нацелены на рынок учебных заведений.
- Tian Yan GX-2 предназначена для фермеров и использует в качестве экрана бытовой телевизор. Операционная система специально на это рассчитана.
- Tianlong GX-3 является самой производительной из моделей и ориентирована на бизнес-пользователей.
- Tiansheng GX-4 оснащённая чуть меньшей памятью и процессором с частотой от 400 МГц до 600 МГц, предназначена для мультимедийного использования.

Все настольные модели поддерживают выход как на VGA-монитор, так и на телевизор.

## Стоимость
Субноутбуки Tianhua GX-1 и Tianhua GX-1C стоят 1998 юаней, то есть около $250.
| Модель | Название  | Цена         | ЦПУ     | ОЗУ          | Накопители | Сегмент рынка   |
| ------ | --------- | ------------ | ------- | ------------ | ---------- | --------------- |
| GX-1C  | Tianhua   | 1 998 юаней  | 400 МГц | 128 MБ SDRAM | 40 ГБ      | образование     |
| GX-1   | Tianhua   | 1 998 юаней  | 400 МГц | 128MБ DDR    | 60 ГБ      | образование     |
| GX-2   | Tian Yan  | 988 юаней    | 400 МГц | 128MБ DDR    | 1 ГБ SD    | сельские районы |
| GX-3   | Tianlong  | 2 998 юаней* | 600 МГц | 256MБ DDR    | 60 ГБ      | бизнес          |
| GX-4   | Tiansheng | 1 398 юаней* | 400 МГц | 128MБ DDR    | 60 ГБ      | мультимедиа     |

*Стоимость в таблице не включает монитор.

### Характеристики модели GX-1C
На октябрь 2006 года предполагалась следующая спецификация:
- ЦПУ: Loongson I (Godson) 32-битный
- тактовая частота ЦПУ: 400 МГц (32KB кэш, наброр инструкций Godson RISC)
- дисплей: Xiancun 1280 x 1024/24 LCD размером 8,4 дюйм (TFT, 24-битный цвет)
- ОЗУ: MCom 128 МБ PC100 SDRAM
- накопитель: 40 ГБ жесткий диск IDE формата 2,5 дюйма
- контроллер IDE: 32-битный PCI IT8212 (два IDE канала, до 4 устройств)
- RAID-контроллер (режимы PIO Mode 0-4, DMA mode 0-2, Ultra DMA Mode 0-6, встроенный, программный)
- сетевая карта: 10/100 Мбит/с Ethernet
- порт ADSL модема
- встроенный USB 1.1
- аудиоконтроллер: AC97 48 кГц (максимальная частота семплирования), поддерживает голосовую связь
- встроенные стереодинамики
- стерео-выходы для внешних динамиков, линейный, вход для микрофона
- встроенная клавиатура
- источник питания: ноутбучный

## Программное обеспечение
По информации в вопросах и ответах на сайтах Sinomanic и Sanhaostreet.com, инженерам компании было трудно добиться совместимости с Debian Linux и Windows CE.
К счастью, близость к набору команд MIPS помогла им справиться с некоторыми затруднениями.
Debian Linux и Windows CE предполагается поставлять с первыми же партиями готовых компьютеров.
Для того, чтобы оптимизировать работу операционной системы, Sinomanic продолжает работу над собственным микроядром под названием Future Alpha. Это ядро оптимизировано для 32-битного процессора Loongson I, также тестируется версия для 64-битного Loongsin II.
В пресс-релизе компании от 3 марта 2007 г. заявлено, что модифицированная версия Debian Linux запускается на компьютере Tian Yan GX-2 и поддерживает GNOME в качестве графической среды, упоминается запуск браузера Mozilla Firefox, текстового редактора, мессенджера Gaim, просмотрщика PDF, многофункционального клиента Novell Evolution.